# Snoeien (numismatiek)
Snoeien (Engels: to clip, Duits: beschneiden) is het verwijderen van metaal van de rand van een munt. In de tijd waarin munten hun waarde voornamelijk ontleenden aan het edelmetaal waaruit ze waren vervaardigd, was het een profijtelijk, maar uiteraard illegaal, werkje waarop strenge straffen stonden. Omdat edelsmeden en zeker muntmeesters de benodigde apparatuur in huis konden hebben zonder argwaan te wekken worden ze vaak als de grootste snoeiers beschouwd. Ter controle werden munten daarom periodiek gewogen: een juist gewicht bij de goede maten van dikte en diameter betekende een complete munt. Door onderdompeling in een vloeistof kon nagemeten worden of het volume van de munt nog wel juist was. Om het snoeien te bemoeilijken werden goedkope munten later vaak van een kartelrand, en hogere denominaties ook van een randschrift voorzien.
De oudste munten waren niet fiduciair. Het waren stukjes edelmetaal en de waarde van de munten bestond uit de intrinsieke waarde van het metaal zelf. Deze munten konden voorzien zijn van een stempel van de overheid of een bankier waarmee het gehalte en gewicht gegarandeerd werden. Het spreekt vanzelf dat dit stempel niet meer betrouwbaar was als een munt gesnoeid was. Zo waren de daalders van dertig stuiver, en de achtentwintigers van vijf zesthalven met een zogenaamde kopslag-poinçoen gezekerd tegen oudere of vervalste munten van bijvoorbeeld slechts 26-27 stuivers betaalwaarde. Dit toen godsklop genaamde poinçoen is een bepaald soort stempel.

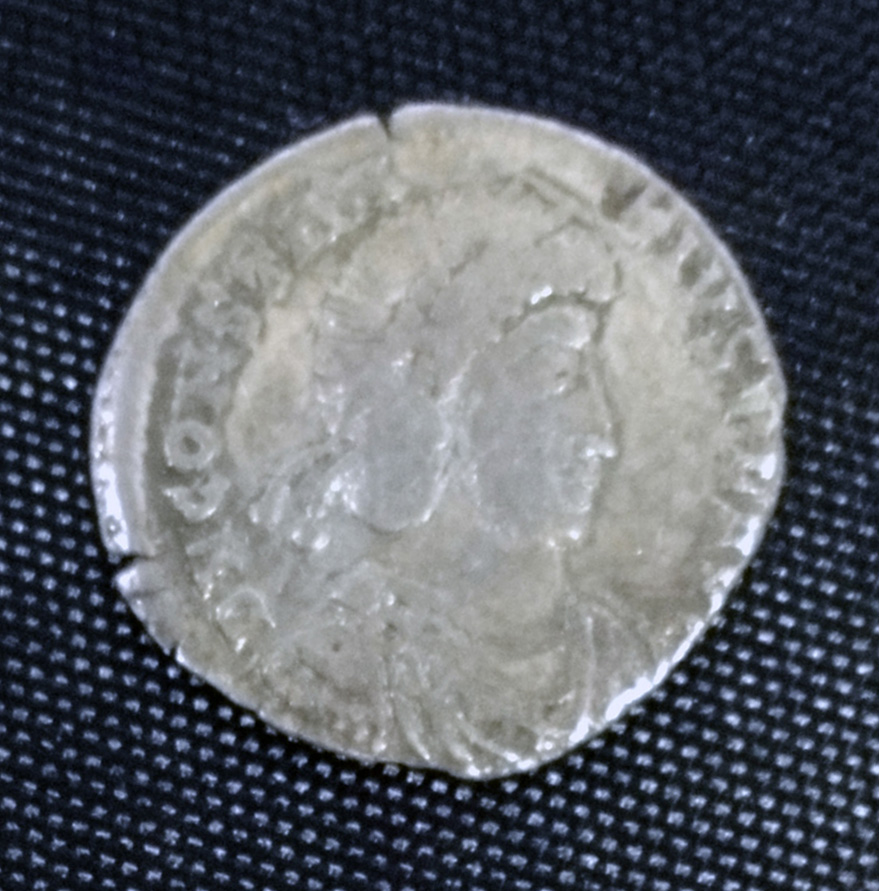
Een ongesnoeide munt
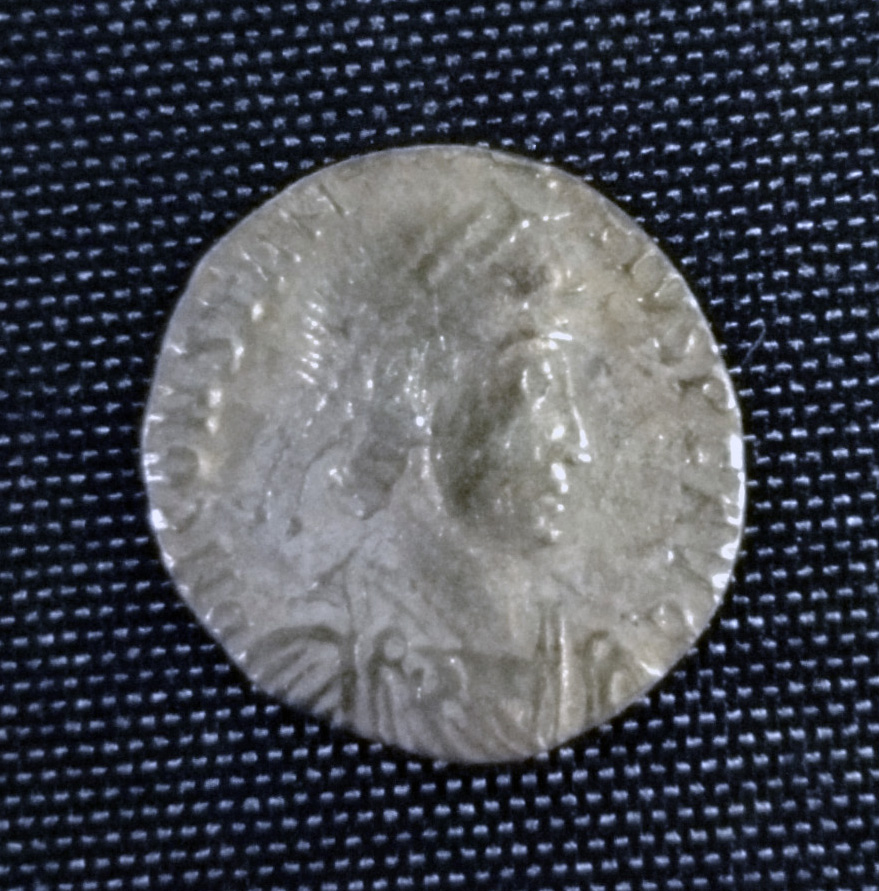
Deels gesnoeid
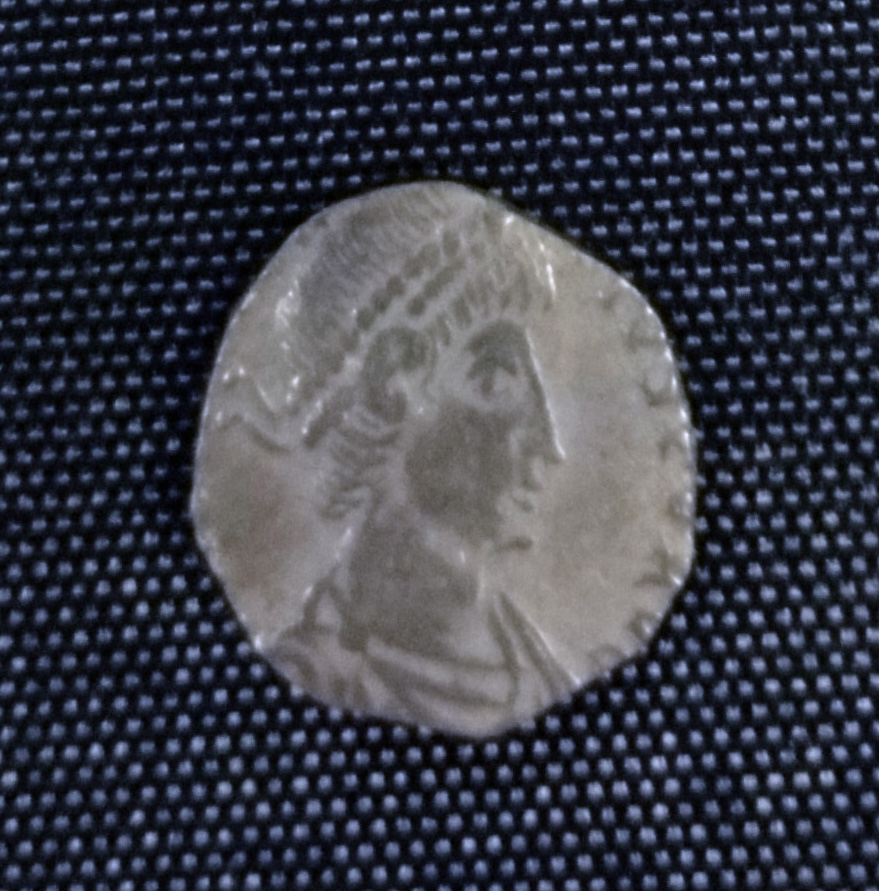
Volledig gesnoeid